# Griffin (personage)
Griffin is het hoofdpersonage uit De onzichtbare man, een roman van Herbert George Wells uit 1897.

## Verhaallijnen
Griffins voornaam wordt niet genoemd in het boek. Hij is een uitvinder die een manier gevonden heeft om onzichtbaar te worden. Nadat hij dat op zichzelf heeft toegepast, komt hij erachter dat onzichtbaar zijn ook veel nadelen heeft.  In het besef dat hij nooit een manier bedacht heeft om weer zichtbaar te worden, gaat Griffin koortsachtig aan het werk om te proberen een 'tegengif' te maken. Andere mensen gaat hij uit de weg, maar als het echt niet anders kan, toont hij zich van top tot teen verpakt in fedora, zonnebril, trenchcoat en al wat overblijft in verband. Onderwijl voorziet hij in zijn onderhoud door te stelen, waarvoor hij als onzichtbare uitstekend toegerust is. Maar hoe langer een tegengif uitblijft, hoe driftiger Griffin wordt en hoe meer hij zijn verstand verliest.

## Overig verschijnen
Naast zijn oorspronkelijke verschijning in het boek van Wells, gebruikte de Britse schrijver Alan Moore Griffin later ook als een van de hoofdpersonages in zijn comic-miniseries over The League of Extraordinary Gentlemen (als 'Hawley' Griffin). Daarin vormt The Invisible Man een soort superhelden-team met Allan Quatermain, Kapitein Nemo, Wilhelmina Harker en Dr. Jekyll, personages uit andere literaire werken. In de verfilming van de strip kwam Griffin niet voor, in verband met de filmrechten op het personage. Hierop werd een andere onzichtbare man geïntroduceerd, genaamd Rodney Skinner. Skinner is van oorsprong een dief, die de formule van Griffin gestolen had en nu meehelpt om gratie en een geneesmiddel te verkrijgen. Hoewel hij niet wordt vertrouwd door de anderen, blijkt hij toch aan hun kant te staan.
Griffin wordt in The League of Extraordinary Gentlemen neergezet als een laffe, onsympathieke man, die enkel meedoet om gratie te verkrijgen. In de tweede miniserie verraadt hij de League en de hele mensheid door de Martianen te helpen, waarbij hij Mina Harker molesteert en vernedert. Dit laatste maakt Edward Hyde zo kwaad dat hij Griffin verkracht en vermoordt.

## Filmadaptaties
- The Invisible Man (1933)
- The Invisible Man Returns (1940)
- Invisible Agent (1942)
- The Invisible Man's Revenge (1944)
- Abbott and Costello Meet the Invisible Man (1951)
- Invisible Man in Mexico (1958)
- Mad Monster Party? (1967)
- Mad Mad Mad Monsters (1972)
- Hollow Man (2000) (losse adaptatie)
- Hollow Man II (2006) (losse adaptatie)
- The Invisible Man (2020)